# 鬼刑事 米田耕作
『鬼刑事 米田耕作』（おにでか よねだこうさく）は、2012年から2013年までフジテレビ系「金曜プレステージ」で放送された刑事ドラマシリーズ。全2回。主演は中村梅雀。

## 登場人物

### 警視庁総務部文書課
米田耕作
演 - 中村梅雀
階級は警視。定年間近で「警察功績章」「感謝状」などの各種賞状に名前を書く作業をしている。しかし裏の顔は、警視総監からの指示を受ける特命刑事である。
かつては警視庁捜査一課の優秀な刑事だった。15年前、府中市で起きた4億円強奪事件の捜査にて主犯の潜伏先を突き止め、張り込みに気づいた犯人がバイクで逃走する際、犯人に発砲した。弾は外れ怪我人はなかったものの、犯人には逃走されてしまい、街中での拳銃使用が問題になり、二重の問題の引責にて左遷されてしまう。
川西美智子
演 - 茅島成美
パート職員（元巡査警察官）。

### 警視庁
久保康弘
演 - 矢島健一
捜査一課長。
松井雄一
演 - 新井康弘
鑑識課主任。
村山剛
演 - 志賀廣太郎
警視総監。現場の刑事の経験を経る異例の経歴で警視総監になった。
耕作とは警視庁捜査一課刑事時代の同期。15年前の4億円強奪事件の主犯の逮捕の際、耕作と張り込んでいた。そして犯人が逃走する際、拳銃を撃つのをためらっているうちに耕作が発砲してしまう。耕作の左遷の原因を作ってしまった自責の念に駆られ、組織内で頼めない難事件の捜査を耕作に特命で依頼する。

### ゲスト
第1作「銀行員連続殺人の罠」（2012年）
- 八坂健太郎（警視庁捜査一課 刑事・元警視庁サイバー対策室） - 山本耕史
- 小平涼児（北海銀行東室蘭支店 融資課長） - 見栄晴
- シティホテルの近くにある喫茶店のマスター - 金田賢一
- 大木（北海道警 刑事） - 青柳文太郎
- 樹里（麻衣の同僚キャバ嬢） - 川村ゆきえ
- 南原浩（鑑識官） - 大森ヒロシ
- 刑事 - 松浦慎一郎
- 警察幹部 - 児玉頼信、森富士夫
- 関貴子（美容院「せき」店主・渡辺の半同棲相手） - 宮下ともみ
- 案内係 - 真田幹也
- エリカ（室蘭のキャバ嬢） - 山田真由子
- スナックのママ - 増田あゆみ
- 渡辺修二（赤サギ常習犯・過去二回結婚詐欺で逮捕されたことがある） - 大浦龍宇一
- 奥寺洋子（北海銀行東室蘭支店 支店長代理） - 中島ひろ子
- 中野サトシ（麻衣の息子・故人） - 荒川槙
- 大阪の女 - 藤澤オリエ
- 中野麻衣（室蘭のキャバ嬢） - 安達祐実
- 浜近高徳

第2作「黒いナースステーション」（2013年）
- 熊野剛一（警視庁捜査一課 刑事） - 永井大
- 北沢千賀子（西東京総合病院 非常勤看護師） - 美保純
- 田原奈津（西東京総合病院 元看護師・現キャバクラ嬢） - 多岐川華子
- 栗山真弓（西東京総合病院 主任看護師） - 宮澤美保
- 北沢由紀（千賀子の娘） - 普天間みさき（幼少期：ほの花）
- 小川靖史（奈津のヒモ） - 渡邉紘平
- 池内源太郎（村山の番記者） - 半海一晃
- 入院患者（栗山真弓の元夫の上司） - 朝倉伸二
- 北沢昭彦（千賀子の亡き夫・交番巡査） - 黒部幸英
- 橋本（熊野と張り込んだ刑事） - 江端英久
- 中島浩二（西東京総合病院 主任外科医） - 真田幹也
- 週刊誌記者 - 水下きよし
- 西東京総合病院 事務長 - 小林功
- 看護師 - 田辺愛美、丸岡真由子
- ひったくりに遭うおばあさん - 小沼雪乃
- 司会者 - 山科友紀
- 相田春江（西東京総合病院内科病棟 看護師長） - 秋野暢子
- 田島真弓、米澤史織、田中啓三、市橋正光、福田シチロー、廣瀬北斗

## スタッフ
- 脚本 - 矢島正雄
- 演出 - 富田勝典
- 書道監修 - 書道学院
- 警察監修 - 塚田諒
- カースタント - スーパードライバーズ
- ガンエフェクト - パイロテック
- 選曲 - 矢崎裕行
- 音楽協力 - エヌ・エス・エル
- 音響効果 - サウンドシップ
- 技術協力 - 東通、ブル
- 照明協力 - サンライズアート
- 美術協力 - テレビ朝日クリエイト
- スタジオ - 緑山スタジオ・シティ
- フジテレビ編成企画 - 成田一樹
- プロデュース - 中津留誠
- 制作 - フジテレビ
- 制作著作 - アニマ21

## 放送日程
| 話数 | 放送日        | サブタイトル           | 脚本     | 演出     | 視聴率 |
| ---- | ------------- | ---------------------- | -------- | -------- | ------ |
| 1    | 2012年2月03日 | 銀行員連続殺人の罠     | 矢島正雄 | 富田勝典 | 13.3%  |
| 2    | 2013年9月13日 | 黒いナースステーション | 矢島正雄 | 富田勝典 | 09.9%  |

- 視聴率はビデオリサーチ調べ、関東地区・世帯